# Kerrica Hill
Pour les articles homonymes, voir Hill.
Kerrica Hill (née le 6 mars 2005) est une athlète jamaïcaine, spécialiste du 100 mètres haies.

## Biographie
Elle remporte la médaille d'or du relais 4 × 100 m lors des championnats du monde juniors de 2021, à Nairobi.
Un an plus tard, aux championnats du monde juniors de 2022, elle décroche les médailles d'or du 100 m haies et du relais 4 × 100 m.  
Le 22 avril 2023, sur des haies de hauteur classique, elle réalise le temps de 12 s 75.

## Palmarès
| Date | Compétition                   | Lieu    | Résultat | Épreuve               | Temps   |
| ---- | ----------------------------- | ------- | -------- | --------------------- | ------- |
| 2021 | Championnats du monde juniors | Nairobi | 7e       | 100 m                 | 11 s 67 |
| 2021 | Championnats du monde juniors | Nairobi | 1re      | 4 × 100 m             | 42 s 94 |
| 2022 | Championnats du monde juniors | Cali    | 1re      | 100 m haies (76,2 cm) | 12 s 77 |
| 2022 | Championnats du monde juniors | Cali    | 1re      | 4 × 100 m             | 42 s 59 |
| 2024 | Championnats du monde juniors | Lima    | 1re      | 100 m haies (76,2 cm) | 12 s 99 |

## Records
| Épreuve     | Temps   | Lieu     | Date          |
| ----------- | ------- | -------- | ------------- |
| 100 m haies | 12 s 75 | Kingston | 22 avril 2023 |